# HMS Axel
HMS Axel är ett fartyg som byggdes 1934 på AB Gustafsson & Söners Skeppsvarv i Landskrona av trä på järn och med spant av ek. Hon ritades av Jac Iversen.

## Tekniska uppgifter
Måtten var: L 23,5 m, B 5,1 m, D 1,1 m med ett deplacement på 51 ton. Två Bolinder-Munktellmotorer om vardera 100 hk gav en fart på ca 14 knop.

## Frakt av fisk
Axel var från början avsedd för transport av färsk fisk från Göteborg till Tyskland, Norge och Danmark men sedan Tyskland 1935 infört tullar på fisk utnyttjades fartyget istället för sportfiske.

## Hjälpfartyg som minsvepare
I början av 1938 uttogs Axel som hjälpfartyg, eftersom hon ansågs kunna dra för typ HMS M1 (1937) avsedda minsvep till den svenska flottan. Axel uttogs som hjälpvedettbåt med nr 385 och var avsedd att ingå i samma division som HMS Styrbjörn (52) och HMS Starkodder (51) men inkallades aldrig. Försvarsmakten bedömde även att fartygstypen var lämplig att byggas som krigsproduktion. Man skrev: "-Det förhållande att fartyget bygges av trä med kopparförhydring och därav möjligen kortare livslängd än stålfartyg torde sakna betydelse när det gäller byggnad av fartyg för omedelbart krigsbruk i minsvepningstjänst och med denna förenad hög förlustprocent. Byggnadssättet medgiver därjämte ianspråkstagande av varv, som i övrigt icke torde vara avsedda för krigsfartygsbyggen, med härav sannolik nedsättning av leveranstiderna. Slutligen bliva byggnadskostnaderna i hög grad reducerade."
Man gjorde även en kostnadsjämförelse med typ HMS M1 som kostade cirka 400 000 kr medan Axel kostade cirka 45 000 kr utan kostnad för den militära utrustningen. Leveranskontrakten för de så kallade 39-båtarna undertecknades kring årsskiftet 1939-1940. Nio av 40-båtarna HMS M15 till och med HMS M21 samt HMS M22-HMS M24 fick avvakta beroende på att lämpliga varv fortfarande höll på att bygga 39-båtar. Leveranserna av fartygen blev i många fall försenade, delvis beroende på att KMF inte i tid kunde få fram material såsom stålspant och mahognyvirke. Även isvintern bidrog till att en del sjösättningar blev kraftigt försenade. Exempelvis skulle Neglingevarvet i Saltsjöbaden, som till slut levererade tre fartyg i serien, även byggt HMS M21, men det kontraktet flyttades till Norrköpings varv och kontraktet på HMS M23 flyttades till Kungsörs Båtvarv.